# Mezilaurus crassiramea
Mezilaurus crassiramea é uma espécie de planta do gênero Mezilaurus e da família Lauraceae.

## Taxonomia
A espécie foi decrita em 1892 por Carl Christian Mez.
Os seguintes sinônimos já foram catalogados:
- Oreodaphne crassiramea  Meisn.
- Menestrata racemosa  Vell.
- Mezia crassiramea  (Meisn.) Kuntze
- Misanteca crassiramea  (Meisn.) Benth.
- Silvia crassiramea  (Meisn.) Mez

## Forma de vida
É uma espécie terrícola, arbustiva e arbórea. Seus frutos são consumidos por aves frugívoras.

## Conservação
A espécie faz parte da Lista Vermelha das espécies ameaçadas do estado do Espírito Santo, no sudeste do Brasil.

## Distribuição
A espécie é encontrada nos estados brasileiros de Amazonas, Amapá, Espírito Santo, Goiás, Minas Gerais, Mato Grosso do Sul, Mato Grosso, Pará, Roraima, Tocantins e no Distrito Federal. A espécie é encontrada nos domínios fitogeográficos de Floresta Amazônica, Cerrado e Mata Atlântica, em regiões com vegetação de campos rupestres, cerrado, mata ciliar, floresta de terra firme, floresta estacional semidecidual e floresta ombrófila pluvial.